# Paolo Spafford
Paolo Spafford (* 10. Juni 1984) ist ein philippinischer Eishockeytorwart, der seit 2022 bei den Manila Chiefs in der philippinischen Eishockeyliga spielt.

## Karriere
Paolo Spafford begann seine Karriere bei den Omni Brokers und den Manila Griffins in der Manila Ice Hockey League. 2018 wechselte er in die höherklassige philippinische Eishockeyliga. Nachdem er zunächst für die Manila Chiefs aktiv gewesen war, ging er 2019 zu den Manila Bay Lightning. Seit 2022 ist er erneut für die Chiefs aktiv.

### International
Spafford nahm für die philippinische Nationalmannschaft erstmals bei den Winter-Asienspielen 2017 teil. Es folgte die Teilnahme beim IIHF Challenge Cup of Asia 2018, als er die beste Fangquote und die geringste Gegentorrate des Turniers erreichte, und 2019, als er zum besten Torhüter des Turniers gewählt wurde. Bei den Südostasienspielen 2017 gelang ihm mit den Philippinen der Sieg, während es 2019 zur Bronzemedaille reichte.
Bei der Weltmeisterschaft 2023 in der Division IV, trug er mit der besten Fangquote und der geringsten Gegentorrate des Turniers maßgeblich zum Aufstieg in die Division III bei. Dort spielte er dann bei der Weltmeisterschaft 2024.

## Erfolge und Auszeichnungen
| - 2017 Goldmedaille bei den Südostasienspielen - 2018 Bronzemedaille beim IIHF Challenge Cup of Asia - 2018 Beste Fangquote und geringster Gegentorschnitt beim IIHF Challenge Cup of Asia - 2019 Silbermedaille beim IIHF Challenge Cup of Asia | - 2019 Bester Torhüter des IIHF Challenge Cup of Asia - 2019 Bronzemedaille bei den Südostasienspielen - 2023 Aufstieg in die Division III, Gruppe B, bei der Weltmeisterschaft der Division IV - 2023 Beste Fangquote und geringster Gegentorschnitt der Weltmeisterschaft der Division IV |